# زمین‌لرزه ۱۹۳۸ قرشهر
زمین‌لرزه قرشهر  در تاریخ ۱۹ آوریل ۱۹۳۸ میلادی، برابر با ‎۳۰ فروردین ۱۳۱۷، ساعت ۱۰:۵۹:۲۳ به زمان یوتی‌سی در ترکیه ، منطقه قرشهر رخ داد. ژرفای این زلزله ۳۵ کیلومتر بود. بزرگی آن ۶٫۸ در مقیاس ریشتر اعلام شده‌است. زمین‌لرزه به وقت محلی در روز سه‌شنبه، ساعت ۱۲ روی داده و منطقه زمانی آن یوتی‌سی +۲ بوده‌است (با لحاظ تغییر ساعت تابستانی).
سازمان زمین‌شناسی آمریکا نیز جای این زمین‌لرزه را در مختصات ۳۹°۲۴′شمالی ۳۳°۴۸′شرقی / ۳۹٫۴°شمالی ۳۳٫۸°شرقی و بزرگی آنرا برابر با ۶٫۷ در مقیاس ریشتر اعلام کرده‌است. ژرفای گزارش شده از سوی این سازمان ۳۳ کیلومتر می‌باشد.
شمار کشتگان زلزله حدود ۱۵۵ نفر بوده‌است.تعداد زخمیان ۶۹۰ نفر برآورده شده‌است.